# Памятник лётчикам (Челябинск)
Па́мятник лётчикам — надгробный памятник, выполненный в форме обелиска из гранита розового и серого цветов, расположенный на Митрофановском кладбище города Челябинска. До 1949 года памятник был установлен в непосредственной близости от площади Революции на могиле лётчиков, погибших в небе над Челябинском во время гражданской войны. Объект культурного наследия регионального значения.

## История

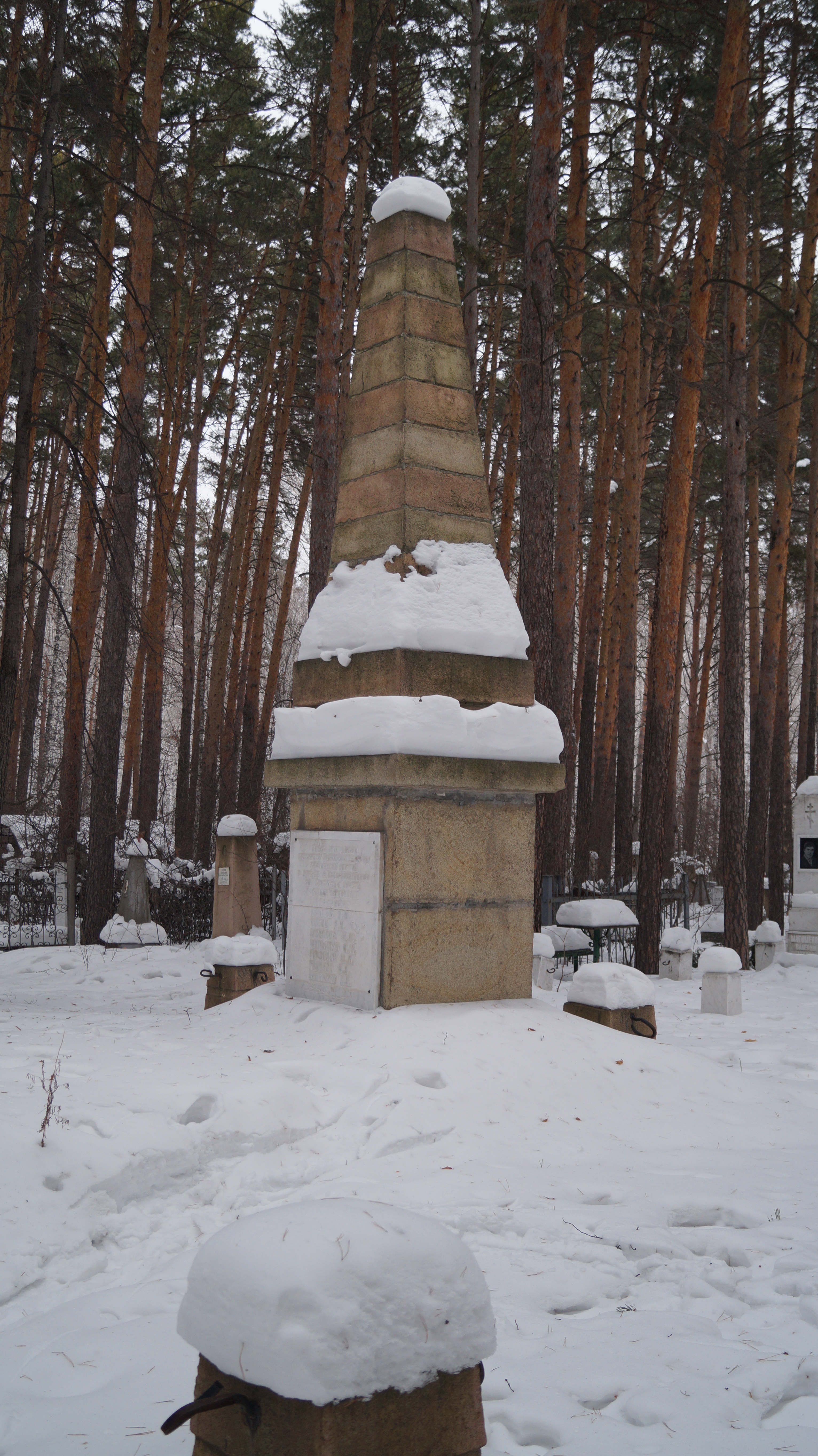
Памятник красным военным лётчикам

Летом 1919 года в небе над Челябинском в бою погибли «красные» лётчики, по другим данным один лётчик. Точные фамилии погибших лётчиков (лётчика) до настоящего времени неизвестны. Было принято решение захоронить погибших за зелёным базаром, вблизи от Южной площади (с 1 мая 1920 года — площади Революции). 21 августа 1927 года в газете Челябинский рабочий была опубликована статья:
... на братских могилах и на месте гибели лётчиков будут поставлены памятники... Постройка памятника на месте гибели лётчиков уже началась. Стоимость этого памятника выразится в 900 рублей.
 Памятник должен был быть приурочен к десятилетию Октябрьской революции, по задумке скульптора обелиск должен состоять из 10 камней символизирующих «10 лет Октября». 12 октября 1927 года в той же газете было опубликовано: 
В черновом виде памятник уже готов. Обелиск (каменная игла) поставлен...
 По мнению челябинских краеведов, памятник павшим лётчикам стал вторым в городе, после памятника-мавзолея В. И. Ленина на Алом поле. На карте Челябинска от 1939 года место захоронения «красных» военных лётчиков (двор современных домов № 51 и № 53 по Проспекту Ленина) было обозначено звездой.
В связи с реконструкцией площади Революции городскими властями, в 1949 году, было принято решение перезахоронить лётчиков (лётчика) на Лесном кладбище Челябинска, туда же и был перемещён обелиск. Памятник находился на Лесном кладбище до весны 1975 года. С момента установки гранитного обелиска в 1927 году близ Южной площади (площади Революции) и до середины 1975 года, на нём так и не было установлено памятных табличек. Что не позволяет до настоящего времени (2016 год) установить точные фамилии и количество погибших красвоенлётов. В 1975 году памятник лётчикам был перенесён на Митрофановское кладбище на братскую могилу борцам за Советскую власть. Документально подтверждённых сведений о перезахоронении лётчиков нет. Но в 1967 году, еще до переноса памятника лётчиков на Митрофановское кладбище, на надгробном памятнике большевикам была заменена памятная табличка. На новой табличке добавилась ещё одна фамилия — Н. П. Веденеева. По одной из версий Веденеев (или по другой информации — Веденёв) политкомиссар, один из возможных членов экипажа военных самолётов. После установки памятника военным лётчикам на братскую могилу большевиков, мемориальная табличка старого памятника была заменена другой с аналогичными фамилиями.

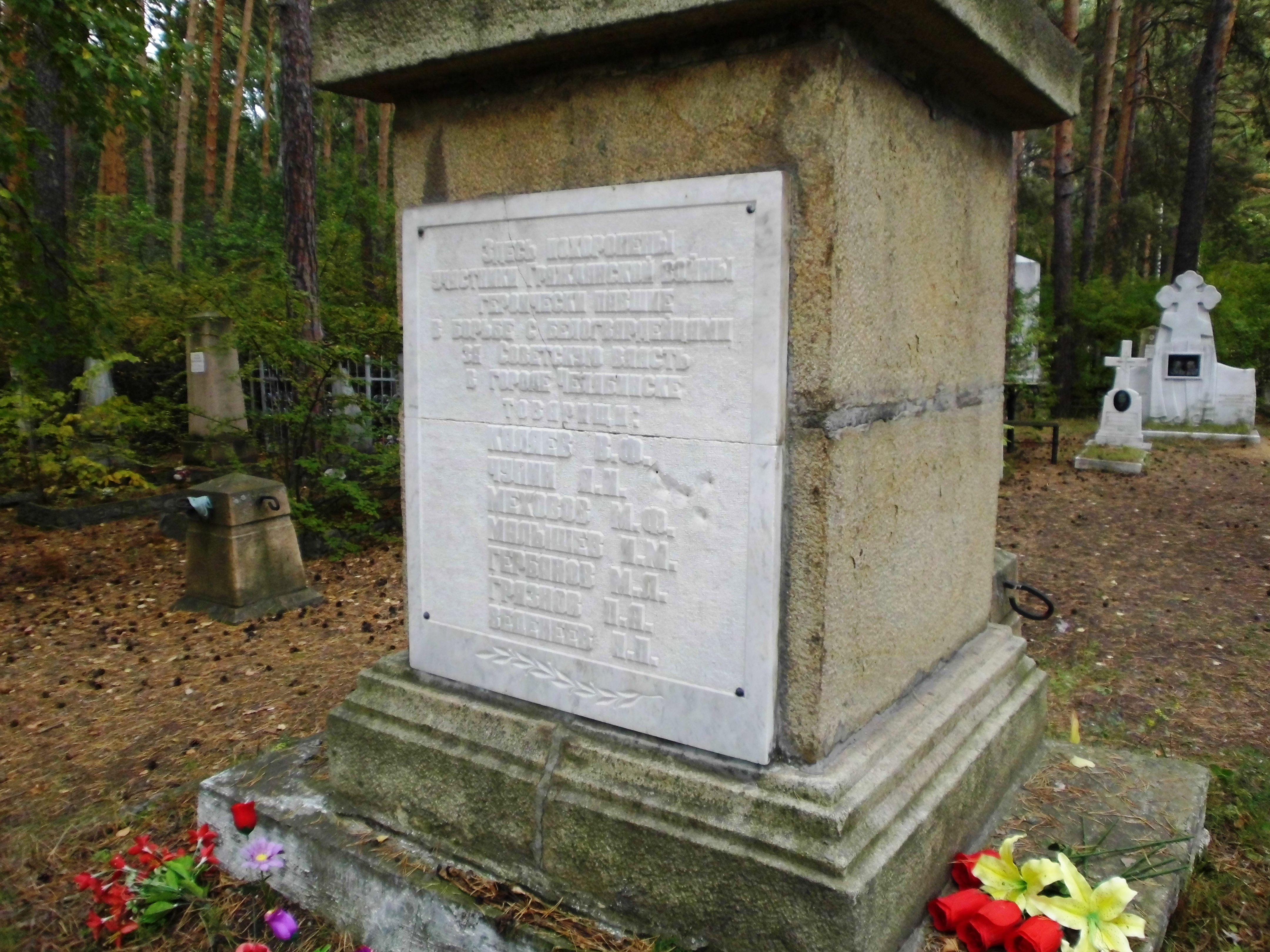
Надпись на памятнике

Надпись на памятной доске обелиска: 
Здесь похоронены участники Гражданской войны героически павшие в борьбе с белогвардейцами за Советскую власть в городе Челябинске товарищи: Каляев В. Ф., Чупин Я. И., Меховов М. Ф., Малышев И. М., Гербанов М. Л., Грязнов П. А., Веденеев Н. П.
Количество погребённых в братской могиле под памятником «красным» лётчикам до настоящего времени (2017 год) доподлинно неизвестно.